# Seznam písní Karla Štědrého
Toto je seznam písní zpěváka Karla Štědrého.

## A
- Ach, není tu – (Erik Knirsch / Erik Knirsch)
- Angelina – (Allan Roberts / Zdeněk Borovec)
- Autostop – (Mirko Křičenský / Ivo T. Havlů)

## B
- Ba ne, pane, to se nestane – (Jiří Šlitr / Jiří Suchý) – s Pavlínou Filipovskou
- Bi-bom (Bee-Boom) – (Leroy Van Dyke / Zdeněk Borovec)
- Blues pro tebe – (Jiří Suchý) – s Jiřím Suchým a Waldemarem Matuškou
- Bonbón – (Sláva Kunst / Jiří R. Pick)
- Bratranec – (Jiří Šlitr / Jiří Suchý) – s Jiřím Suchým
- Bravo, pane profesore – (Jaroslav Malina / Luděk Nekuda)
- Buchty s mákem – (Zdeněk Marat / Zdeněk Borovec)

## C
- Cigarettes And Whisky – (tradicionál) – s Waldemarem Matuškou

## Č
- Čtyřikrát swing – (tradicionál / Ivo Fischer a Zdeněk Borovec) – s Karlem Hálou

## D
- Diga diga dou (Diga Diga) – (Jimmy Mc Hugh, Dorothy Fields / Josef Kainar)
- Drožkář – (Jiří Šlitr / Pavel Kopta)
- Dýško – (Karel Kozel / Zdeněk Borovec) – s Karlem Hálou

## H
- Hepčí hep! – (Kamil Běhounek / Miroslav Tyl)
- Hospoda (There's A Tavern In The Town) – (traditional / Ivo Fischer)
- Houpá se, houpá – (Bohuslav Ondráček / Ivo Fischer)

## Ch
- Cherchez la femme – (Zdeněk Marat / Zdeněk Borovec)
- Chic Parisienne – (Karel Hašler / Karel Hašler)
- Chodím do houslí – (Zdeněk Marat / Zdeněk Borovec)

## J
- Jak se ti daří – (Milan Drobný / Richard Bergman)
- Je to věc doby – (Mojmír Balling / Pavel Kopta)
- Jehla a nit – (Ivan Štědrý / Jiří Štaidl)
- Jsme áčka (Who Wants To Be A Millionaire) – (Cole Porter / Zdeněk Borovec) – s Pavlínou Filipovskou

## K
- Kamarádi – (Jiří Zmožek / Vladimír Čort)
- Kaňonem takhle k večeru – (Jiří Šlitr / Jiří Suchý) – s Jiřím Suchým
- Kapradí – (Jiří Šlitr / Jiří Suchý) – s Jiřím Suchým a Waldemarem Matuškou
- Katlovská polka – (Jindřich Praveček mladší / Bohuslav Nádvorník)
- Každý, kdo je dneska k světu, šetří na raketu – (Angelo Michajlov / Eduard Krečmar) – s Jiřím Popperem a Milanem Chladilem
- Kde lišky dávaj dobrou noc – (Leopold Korbař / Miroslav Zikán)
- Když z nuzáka se stane boháč (When The Idle Poor Become The Idle Rich) – (Burton Lane / Jiří Voskovec, Jan Werich) – s Waldemarem Matuškou
- Koupil jsem auto – (Antonín Ulrich, Jindřich Praveček mladší / Josef Sládek)
- Koupím já si koně vraný (v bazaru) – (Jaroslav Jakoubek / Jiří Suchý)

## L
- Letí čas – (Jiří Sternwald / Miroslav Horníček)

## M
- Mac Pherson – (Zdeněk Petr / Ivo Fischer) – s Jiřím Šaškem a Milanem Nedělou
- Magdaléna (Pretty Baby) – (Gus Kahn / Jiří Suchý)
- Malý blbý psíček – (Jiří Šlitr / Jiří Suchý)
- Mám malý stan – (Bedřich Nikodém / Zdeněk Borovec) – s Waldemarem Matuškou
- Melancholické blues[2] – (Jiří Šlitr / Jiří Suchý)
- Meziměsto /Zde Alfons, haló/ (Hallo, Boss, Hallo) – (Heinz Gietz / Jan Schneider)
- Milenci v texaskách – (Jiří Bažant, Jiří Malásek, Kamil Hála / Vratislav Blažek) – s Josefem Zímou
- Miluj mne nebo opusť /Hlaď mě a líbej mě/ (Love Me Or Leave Me) – (Walter Donaldson / Jiří Suchý) – s Karlem Gottem
- Modrej vřes – (Karel Svoboda / Ivo Fischer) – s Martou Kubišovou
- Moje neštěstí – (Zdeněk Čamrda / František Řebíček) – s Waldemarem Matuškou

## N
- Naše zlatá stověžatá – (Miloslav Ducháč / Miloň Čepelka)
- Neberou – (Jaroslav V. Dudek / Zdeněk Borovec)
- Nejkrásnější sál – (Zdeněk Petr / Ivo Fischer) – s  Helenou Vondráčkovou
- Nerýmovaná – (Miloslav Ducháč, Vlastimil Hála / Jan Werich, Jiří Voskovec)
- Nic není gratis (Sam's Song) – (John Elliott, Lew Quadling / Zdeněk Borovec) – s Karlem Hálou

## O
- Oliver Twist – (Karel Mareš / Rostislav Černý) – s Evou Pilarovou a Waldemarem Matuškou
- Operní duet ze hry Vražda v ulici De Lourcine – (Jiří Šlitr / Jiří Suchý) – s Jiřím Suchým
- Opilá bílá myška – (Jiří Šlitr / Jiří Suchý) – s Waldemarem Matuškou
- Ó neděle, ó soboty – (Zdeněk Petr / Ivo Fischer) – s Waldemarem Matuškou a Václavem Neckářem

## P
- Pingpongový míček – (Václav Hybš / Bohuslav Nádvorník)
- Píseň o dopisech – (Jan F. Fischer / Pavel Kohout)
- Píseň vazače knih – (Jiří Šlitr / Miroslav Horníček)
- Písmena (L.O.V.E.) – (Bert Kaempfert / Ivo Fischer)
- Potkal jsem jelena – (Jiří Šlitr / Miroslav Horníček)
- Potkal potkan potkana /Takový je život/ (Don't You Rock Me Daddy-O!) – (traditional / Jiří Suchý) – s Jiřím Suchým
- Praga Hully Gully – (Karel Duba / Jiří Millonig)
- Pro všechny v sálech (That's Entertainment) – (Arthur Schwartz, Howard Dietz / Zdeněk Borovec) – s Pavlínou Filipovskou
- Prodávám slova – (Jaromír Klempíř / Vladimír Poštulka) – s Karlem Hálou

## R
- Rosita – (Bedřich Nikodém / Vladimír Fořt) – s Jaromírem Mayerem

## Ř
- Říkávají lidé někteří (Be My Little Baby Bumble Be) – (Henry Marshall, Stanley Murphy / Jiří Suchý) – s Jiřím Suchým a Waldemarem Matuškou

## S
- Samouk – (Jiří Šlitr / Jiří Suchý) – s Jiřím Suchým
- Sbohem slečno Míková – (Jaromír Vomáčka / Jan Bílý)
- Smrt starého osla – (tradicionál / Jiří Suchý) – s Evou Pilarovou, Hanou Hegerovou a Waldemarem Matuškou
- Sněhobílá vločka – (Zdeněk Čamrda / František Řebíček)
- Střípky – (Jindřich Brabec / Jiří Aplt)

## T
- Tak jednou za noci – (Zdeněk Marat / Zbyněk Vavřín)
- Tak tedy sbohem – (Zdeněk Petr / Ivo Fischer) – s Helenou Vondráčkovou, Martou Kubišovou a Waldemarem Matuškou
- Takový den jako je dnes – (Evžen Illín / Pavel Kopta)
- Takový je život /Potkal potkan potkana/ (Don't You Rock Me Daddy-O!) – (traditional / Jiří Suchý) – s Jiřím Suchým
- Taxikář – (Zdeněk Petr / Ivo Fischer)
- Ten příběh, který uvidíte – (Jiří Bažant, Jiří Malásek a Vlastimil Hála / Vratislav Blažek) – s Josefem Zímou
- Ten svět, co letí – (Miloslav Ducháč / Václav Renč)
- Ten umí to a ten zas tohle – (Zdeněk Petr / Jan Werich)
- There's a Tavern In the Town – (tradicionál)
- To by byl gól (One Of Those Songs) – (Gregoire Elie Krettly / Zdeněk Borovec)
- To všechno odnes čas (In the Jailhouse Now) – (Jimmie Rodgers / Jiří Suchý) – s Waldemarem Matuškou
- Tři strážníci – (Jaroslav Ježek / Jan Werich a Jiří Voskovec) – s Jitkou Molavcovou a Jiřím Datlem Novotným

## U
- Utíkám vzpomínkám – (Josef Pelc / Lubomír Černík)

## V
- V naší kanceláři – (Jaromír Vomáčka / Zbyněk Kovanda)
- V životě se často stává – (Vasilij Solovjov-Sedoj / Jiřina Fikejzová)
- Varujte se žárlivosti – (Zdeněk Petr / Vladimír Dvořák) – s Josefem Zímou
- Veliká šou – (John Kander / Ivo Fischer) – s Pavlínou Filipovskou
- Veronika – (Alfons Jindra / Miroslav Zikán) – s Waldemarem Matuškou
- Vesnická romance (The Faithful Hussar) – (tradicionál / Jiří Suchý) – s Jiřím Suchým a Waldemarem Matuškou
- Vítr v údolí – (Emil Ludvík / Jaromír Vlk)
- Všichni jsme účetní – (Jaromír Vomáčka / Karel Texel, Radovan Krátký)

## Z
- Zaprášené vzpomínky – (Ivan Štědrý / Ronald Kraus)
- Zde Alfons, haló /Meziměsto/ (Hallo, Boss, Hallo) – (Heinz Gietz / Jan Schneider)
- Zčervená – (Jiří Šlitr / Jiří Suchý)
- Znám step – (Marvin Hamlisch / Zdeněk Borovec) – s Pavlínou Filipovskou
- Zůstaň důvěrná – (Vladimír Rukavička / Petr Markov)
- Zvoňte o patro níž – (Zdeněk Marat / Zdeněk Borovec) – s Václavem Neckářem

## Ž
- Život je jak těsná ulita – (Jaromír Klempíř / Jiří Štaidl) – s Martou Kubišovou
- Život je kolotoč – (Jiří Bažant, Jiří Malásek a Vlastimil Hála / Vratislav Blažek) – s Josefem Zímou